# System der Leistungsbeschreibung, Qualitätsbeschreibung, Qualitätsprüfung und Entgeltberechnung
Das System der Leistungsbeschreibung, Qualitätsbeschreibung, Qualitätsprüfung und Entgeltberechnung (SYLQUE) ist ein Bedarfserhebungsverfahren aus dem Bereich der Behindertenhilfe, das vor allem in Wohn- und Weiterbildungsbereichen eingesetzt wird. 1996 wurde es vom „Verband katholischer Einrichtungen und Dienste für lern- und geistigbehinderte Menschen e. V.“ (VKELG) herausgegeben, der inzwischen im Bundesverband Caritas Behindertenhilfe und Psychiatrie e.V. (CBP) aufgegangen ist.
Ziel war, ein Instrument zu entwickeln, das den Hilfebedarf der betreuten Menschen erfassen kann, und eine Grundlage für Entgeltabrechnung, Personalbemessung und Qualitätsbeschreibung bietet.
Im Jahr 2000 beauftragte der Verband das Institut für Technik und Arbeit der Technischen Universität Kaiserslautern ein darauf aufbauendes Qualitätsmanagementsystem zu entwickeln, dass den Anforderungen der DIN EN ISO 9001 und des EFQM-Modells für Excellence gerecht wird.

## Durchführung
Orientiert am Qualitätsmodell nach Donabedian werden Rahmenbedingungen, Leistungen und Organisation beschrieben. Alle Tätigkeiten sollen prozessorientiert erfasst und optimiert werden. Die Qualität soll nicht neu definiert werden, „sondern bezieht sich auf die in den letzten zwanzig Jahren erarbeiteten Standards und die zehn zurückliegenden Jahre der Hilfsbedarfsermittlung.“ Auch unter ökonomischem Druck soll das erreichte Niveau nicht gesenkt, sondern eingefordert werden.
Nach Ansicht des Bundesministeriums für Familie, Senioren, Frauen und Jugend, stellt es ein Instrument zur Selbstevaluation dar und kann grundsätzlich „als Grundlage für Leistungs- und Qualitätsvereinbarungen, Personalbemessung und Entgeltberechnungen eingesetzt werden.“

## Kritik
- Das System bewegt sich im Rahmen bereits bekannter Konzepte, bringt dadurch keinen Qualitätsmanagementansatz und wird als nicht ergiebig eingestuft.[4]
- Das Behinderungsverständnis und der konzeptionelle Zuschnitt des Systems auf Großeinrichtungen und die geringe Nutzerorientierung wird abgelehnt.[4]
- SYLQUE erscheint als reines Personalbemessungssystem, das keine weiter reflektierten Standards setzt.[4]

Dennoch gibt es Kindertageseinrichtungen außerhalb des Bereiches der Behindertenhilfe, die Teile des Systems für ihre Zwecke weiterentwickeln.